# Suso-Haus

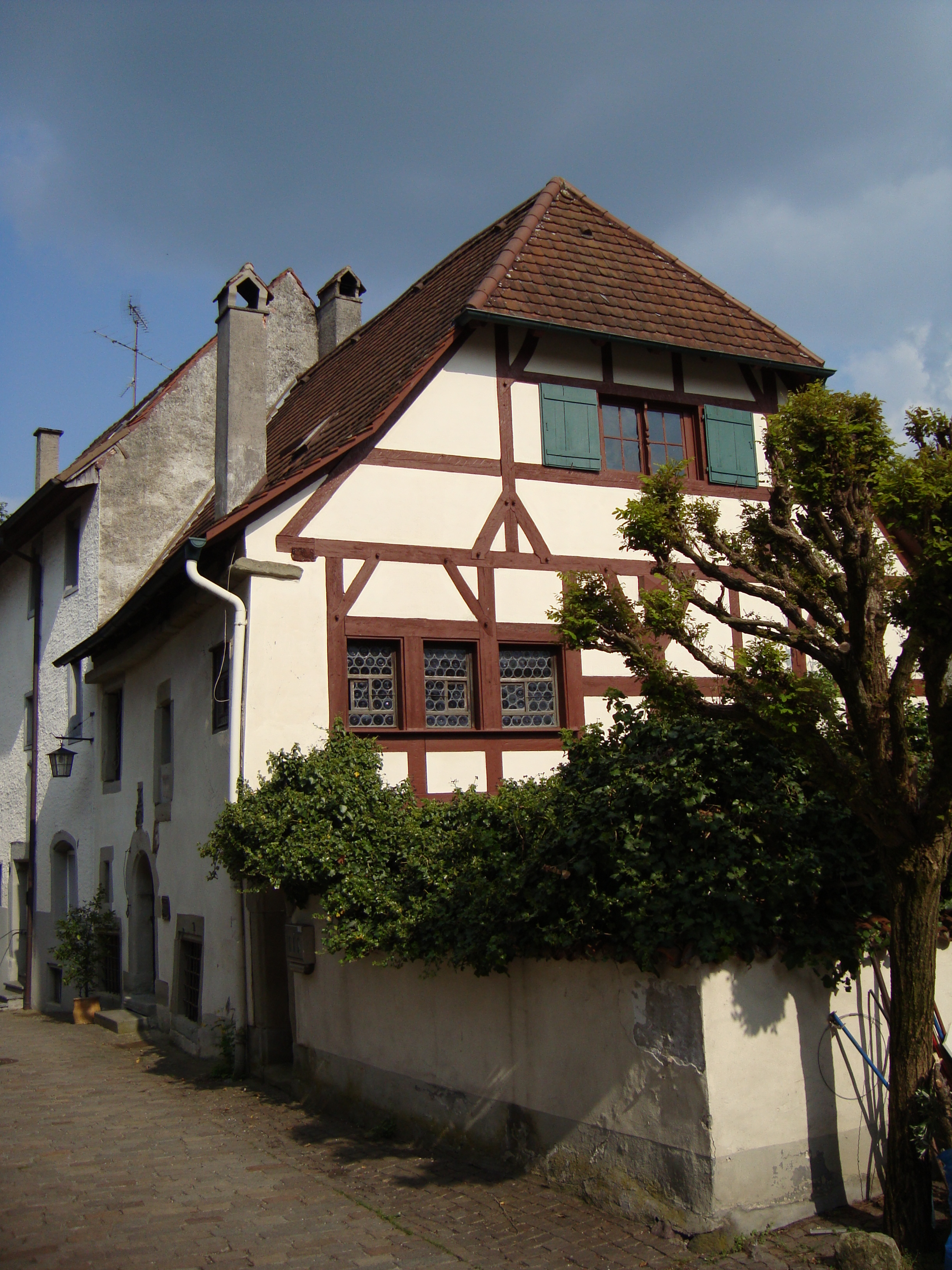
Suso-Haus in Überlingen

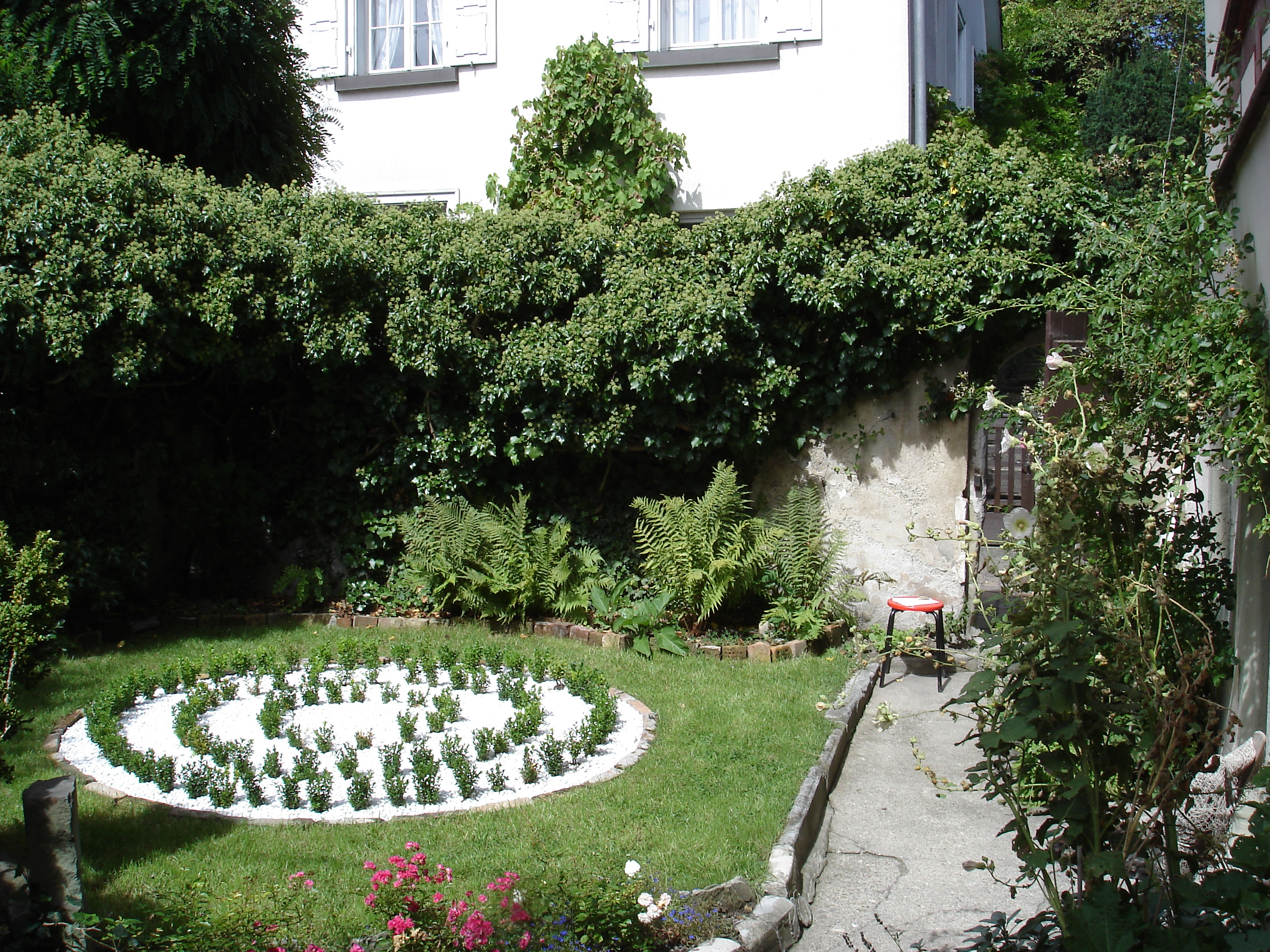
Garten der Stille am Suso-Haus

Das mittelalterliche Suso-Haus in Überlingen gilt als Geburtsort des Mystikers und Dichters Heinrich Seuse, (1295–1366), latinisiert Suso. Lange Zeit stand das Haus leer, am 5. November 2010 wurde es jedoch als ein Ort der Literatur und der Spiritualität mit dem zentralen Ausstattungsmerkmal des Quellturms mit einer Festrede der damaligen Bundesbildungsministerin Annette Schavan im Kursaal Überlingen eröffnet. 2007 hatte sich mit diesem Ziel ein Verein gegründet, der das Haus im Rahmen eines Erbbaurechtsvertrages übernahm. Initiator und Leiter des neu eröffneten Hauses ist der Musiker und Dichter Michael Stoll.

## Geschichte des Hauses
Um das Jahr 1900 stiftete der damalige Hausbesitzer das zweistöckige Gebäude im damals sogenannten „Hauloch“ (heute Susogasse), um dort eine Gedenkstätte für den Dichter und Mystiker Heinrich Seuse einrichten zu lassen. Mit Geldern des Staates, der Stadt und des Besitzers wurde das Haus in der folgenden Zeit grundlegend restauriert und von da an als Suso-Haus bezeichnet. 1925 erwarb die Stadt Überlingen das historische Gebäude. Tatsächlich stammt der Kernbau aus dem beginnenden 14. Jahrhundert und der spätgotische Fachwerkgiebel aus dem Jahr 1430. Im Jahr 2007 wurde der neugegründete Verein SusoHaus – Neue Mystik im Dialog e.V. Eigentümer des Hauses.

## Sonstiges
Auch der 1926 entstandene Suso-Brunnen auf der Überlinger Hofstatt erinnert an den Dichter, außerdem wurde 1974 die römisch-katholische St.-Suso-Kirche mit Gemeindezentrum und Kindergarten am Überlinger Burgberg durch Weihbischof Karl Gnädinger geweiht. St. Suso sollte später zur eigenen Pfarrei werden, was aber durch das Erzbischöfliches Ordinariat Freiburg verworfen wurde. 2019 bewarb sich der Trägerverein des Suso-Hauses um die Belebung der leerstehenden Kirche, deren Profanierung die Kirchengemeinde beim Erzbistum Freiburg zuvor beantragt hatte.